# Ischyrocnemis quadridens
Ischyrocnemis quadridens là một loài tò vò trong họ Ichneumonidae.